# 馬佐夫舍公國

1201-41年的波蘭，馬佐夫舍公國為「Masovia」區域

馬佐夫舍公國（波蘭語：Księstwo Mazowieckie）是中世紀波蘭王國的一個領地，由皮雅斯特王朝的馬佐夫舍分支統治。首府位於普沃茨克，整體與今日波蘭的馬佐夫舍省相近。
當波蘭公爵波列斯瓦夫三世於1138年去世時，他的兒子們根據他的遺囑分封了領地；其中波列斯瓦夫四世獲得了馬佐夫舍公國。波列斯瓦夫四世之子萊謝克繼承父親的領地，但死時沒有子嗣，他的叔父、波列斯瓦夫三世的幼子卡齊米日二世在1186年成為馬佐夫舍統治者，他的後代即為皮雅斯特王朝的馬佐夫舍分支，統治馬佐夫舍公國直到1526年。

## 公爵
- 波列斯瓦夫四世，1138－1173
- 萊謝克，1173－1186
- 卡齊米日二世，1186－1194
- 康拉德一世，1194－1247
- 波列斯瓦夫一世，1247－1248
- 謝莫維特一世，1248－1262
- 康拉德二世，1264－1294
- 波列斯瓦夫二世，1294－1313
- 1313－1495：分裂為華沙、普沃茨克與拉瓦公國
- 康拉德三世，1495－1503
- 雅努斯三世，1503－1526